# 加兹登购地半美元
加兹登购地半美元（英語：Gadsden Purchase half dollar）是美国历史上首款经国会两院通过，但却被总统否决的50美分纪念币，这也是赫伯特·胡佛担任总统期间首度行使否决权。美国众议院在之后表决是否推翻总统否决时仅有96票赞成，243票反对，远远低于推翻所需的三分之二多数，所以纪念币未能面世。
半美元源自艾尔帕索钱币经销商莱曼·霍夫克的构想，旨在纪念1854年国会批准加兹登购地75周年。霍夫克希望发行全程由他主控的纪念币，并获得德克萨斯州和美国西南部多位国会议员支持。法案于1929年4月递交国会，但听证会直到11个月后才召开。财政部长安德鲁·W·梅隆致信反对，还派两名官员前去作证，但两院还是通过法案，没有议员提出异议。1930年4月21日，胡佛以纪念币滥发为由否决法案。众议院再度表决时仅有一位议员发言赞成总统的做法，但投票结果远不足以推翻否决。
美国在胡佛余下的总统任期內没有再授权发行纪念币，直至富兰克林·德拉诺·罗斯福就职后才恢复。然而在1935年，罗斯福援引胡佛的否决先例，敦促国会不要再通过纪念币授权，后于1938年亲自否决另一项法案。1946年，哈里·S·杜鲁门也告知国会他会否决纪念币法案，并于1947年落实。1954年，德怀特·艾森豪威尔也曾否决三款纪念币发行。1955年后，美国没有发行纪念币达四分之一个世纪，直至1981年财政部改变立场，但此时纪念币销售已改为政府主导。

## 背景
加兹登购地源自美国驻墨西哥大使詹姆斯·加兹登（James Gadsden）同墨西哥总统安东尼奥·洛佩斯·德·桑塔·安纳的谈判结果。美墨战争结束后两国签订瓜达卢佩-伊达尔戈条约，但未能解决墨西哥割让地的全部边境争端。美国南方居民希望在南部新建横贯大陆铁路，这就需要占有部分争议领土。美国总统富兰克林·皮尔斯为此派加兹登前去谈判，双方于1853年12月30日签订条约，起初约定美方以1500万美元价值买下墨方12万平方公里土地，但联邦参议院拒绝批准，最终双方以1000万美元购买不到八万平方公里土地成交。购买的土地位于艾尔帕索以西，如今属亚利桑那州和新墨西哥州范围。

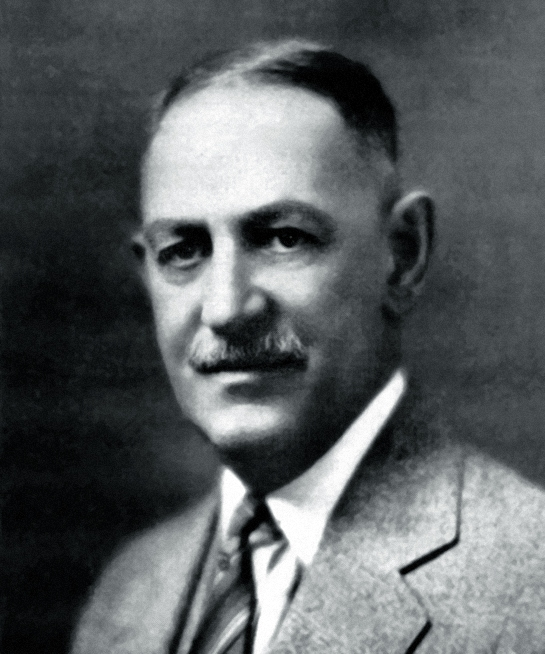
莱曼·霍夫克

20世纪20年代末，艾尔帕索钱币经销商莱曼·霍夫克（Lyman W. Hoffecker）极力推动国会授权为加兹登购地75周年发行半美元纪念币，并于1929年独自组建加兹登购地委员会。此时美国纪念币尚不经政府销售，而是国会授权某个机构独家拥有以面值从美国铸币局买下硬币，然后自行决定是否加价向公众转售的权力。霍夫克希望能全权掌控加兹登半美元的发行。

## 国会听证
1929年4月的《钱币学家》（The Numismatist）杂志登出霍夫克的信件，声称纪念币由他设计并负责销售。信中还称，来自艾尔帕索的德克萨斯州联邦众议员克劳德·本顿·哈德斯佩斯（Claude Benton Hudspeth）已同意在国会递交法案。霍夫克透露，纪念币正面将刻上加兹登大使的肖像，背面是新墨西哥洲和亚利桑那州地区，并标出当年购买的土地和艾尔帕索的位置。预定发行量一万枚，单价1.5美元。
1929年4月25日，哈德斯佩斯将加兹登购地半美元授权法案递交众议院，法案随后转铸币和度量衡委员会审议。1930年1月29日，委员会主席、新泽西州议员伦道夫·珀金斯（Randolph Perkins）致信财政部长安德鲁·W·梅隆征询看法。梅隆于31日回信表示反对法案通过，称国会1890年时对硬币设计只需25年变更一次的决定实属明智，还认为1920年后通过的15款纪念币法案对铸币局的工作构成浪费和负担。梅隆在信中指出，1927年讨论佛蒙特州一百五十周年半美元授权时，铸币和度量衡委员会已将反对发行纪念币的态度明确写入纪录，许多纪念币都只对地方有意义，根本没法上升到国家层面。多款纪念币滞销后又要退回铸币局熔毁，所以部长最终建议不要再授权纪念币，改发纪念章。3月8日，霍夫克向铸币和度量衡委员会发来电报，承诺愿在财政部有意的任何时间一次付清一万枚纪念币的货款，还称铸币局1929年已经为其他国家生产超过三千万枚硬币，所以这么一款半美元的工作负担实在微乎其微。
3月10日，铸币和度量衡委员会就法案召开听证会，珀金斯主持，但只持续很短时间就暂停改为一周后继续。17日哈德斯佩斯因病委托吉恩·威廉姆斯（Guinn Williams）议员出席。威廉姆斯也是德克萨斯人，他在听证会上表示，这款纪念币对整个西南部都有意义，赞助方不会让政府承担任何开支，而且已经做好付清款项的准备。他还向委员会呈交德克萨斯州议会两院的联合决议，该决议要求德克萨斯州国会议员提交法案并支持发行加兹登购地半美元。接下来发言的是新墨西哥州议员阿尔伯特·加拉廷·西姆斯（Albert Gallatin Simms），他向委员会保证，他与新墨西哥州两位联邦参议员支持法案。哈德斯佩斯给委员会发来亲笔信，称霍夫克的委员会表示纪念币发行获利会用来制作小纪念碑，并且就立在当年所买土地中美国国旗首度飞扬的位置。他的秘书凯特·乔治（Kate George）也在听证会上表示，德克萨斯州、新墨西哥州和亚利桑那州的联邦参议员一致赞成通过法案。
梅隆也派出两名财政部官员出席听证会，分别是助理部长沃尔特··霍普（Walter E. Hope）和铸币局助理局长玛丽·玛格丽特·奥赖利。霍普在做证时称，发行纪念币容易引起混乱，还有伪造风险。部分纪念币销量不及预期，最后只能退货熔毁。奥赖利表示曾有一名男子搭乘费城有轨电车时身上只有一枚半美元纪念币支付车资，但售票员不认识，所以准备把他赶下车，幸而费城铸币局总监这时也在车上并帮他付清车费。德克萨斯州议员路德·亚历山大·约翰逊（Luther A. Johnson）到场表态支持法案，并附上霍夫克3月5日写的信，信中称一万枚纪念币很容易卖完，而且加兹登购地委员会已面见赫伯特·胡佛总统，总统也觉得这次周年应该有适当的庆祝活动。现场做证程序结束后，铸币和度量衡委员会转入行政议程，最终表态支持法案通过。

## 国会通过

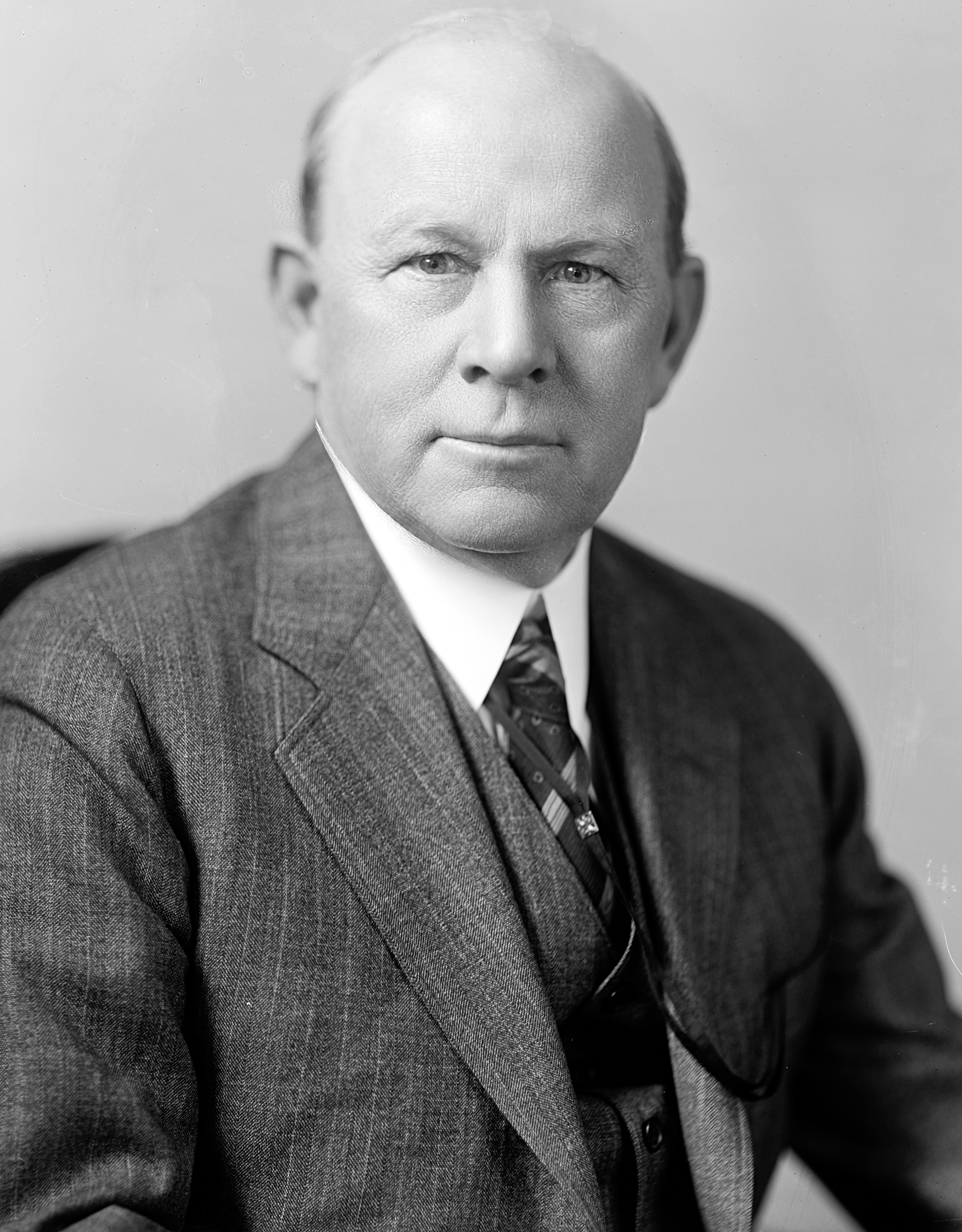
众议院铸币和度量衡委员会主席、新泽西州议员伦道夫·珀金斯

1930年3月17日，铸币和度量衡委员会递交报告，称加兹登购地75周年有国际纪念意义，而且霍夫曼已经愿意付清货款，所以财政部没有任何风险。3月19日，珀金斯提请国会审核，法案顺利通过，没有议员提出问题或异议。接下来国会又马上接受珀金斯的建议通过马萨诸塞湾殖民地300周年的纪念币法案。
法案送参议院后转银行和货币委员会审核。4月2日，德克萨斯州议员汤姆·康纳利（Tom Connally）代表委员会回报参议员并附上报告，其中附有众议院委员会的报告，两份报告内容接近，都建议法案通过。4月7日，参议院通过法案，没有议员提出问题或异议。4月9日，众议院临时议长和副总统查尔斯·柯蒂斯在法案上签字，并于次日呈交胡佛总统批准。

## 总统否决，国会试图推翻否决

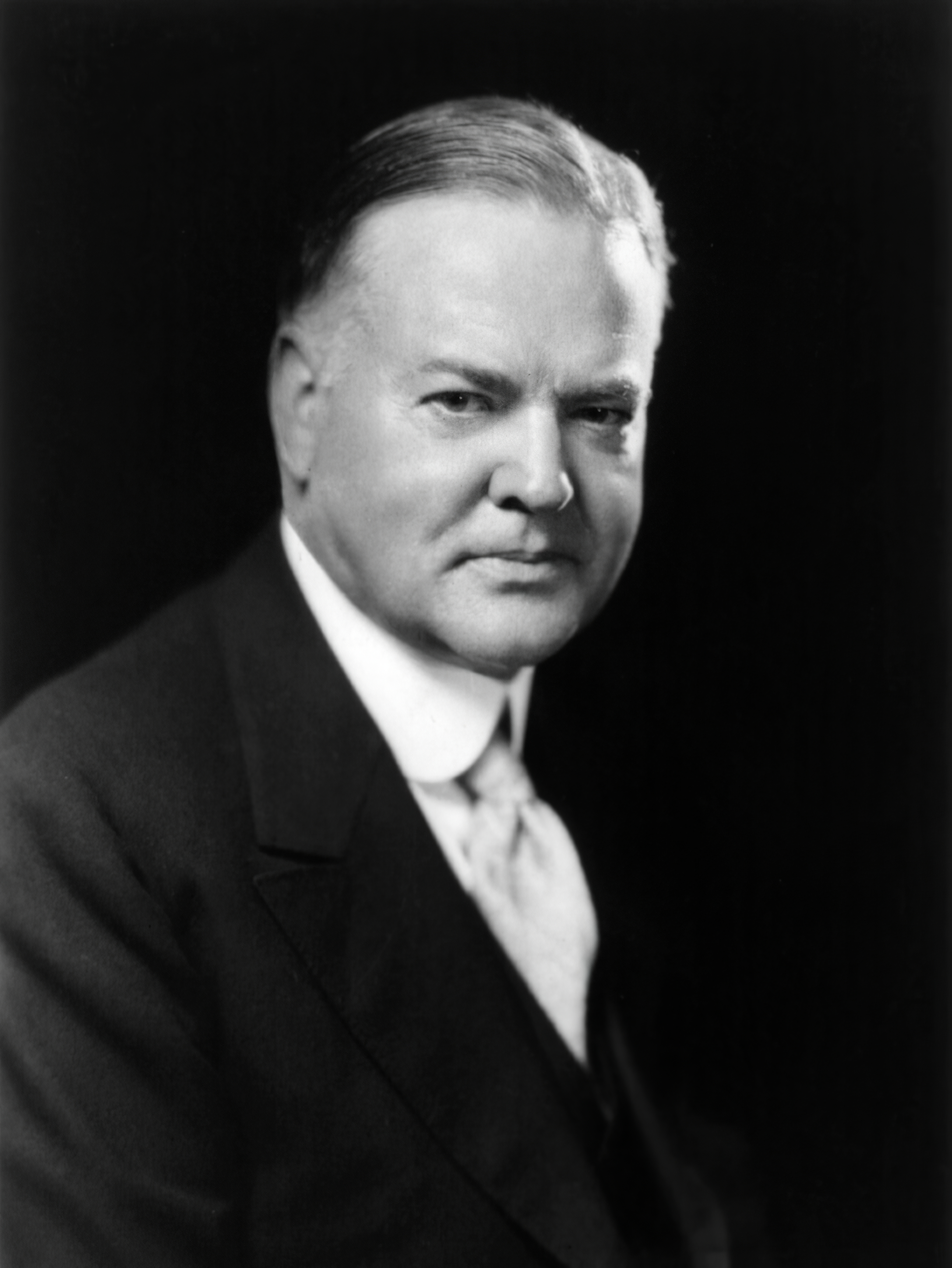
美国总统赫伯特·胡佛

1930年4月21日，胡佛总统否决法案，并将反对意见清单和未签字的法案退回众议院，这不但是胡佛出任总统以来首次行使否决权，也是美国历史上首次否决纪念币法案，这次决定源自财政部建议。胡佛指出，过去十年发行的15款纪念币给予伪造分子许多机会，“某款纪念币有没有重要意义，类似提议的纪念币是否已经很多，这些都不是问题”，总统还指出，国会此时审核的纪念币法案还有五项，如果颁布加兹登购地半美元法案，就很难再拒绝其他提议。在胡佛看来，发行纪念币属于滥用铸币体系的行为，提议今后铸币局可以生产奖章，这样既能提供纪念品，又不会影响硬币系统。有来源指出，过去铸币局曾有多次收到大量纪念币退货熔毁，总统得知后认为这纯属浪费资源。
总统否决法案次日，众议院铸币和度量衡委员会动员议会推翻否决。支持法案的许多议员来到国会大厦众议院楼层，还有来自全国其他地方、也想推动自家纪念币法案的议员加入。现场发言议员中支持推翻的占绝大多数，只有众议院多数党领袖、康涅狄格州议员约翰·奎林·蒂尔森（John Q. Tilson）表态支持总统，但最终的投票结果却是96人赞成，243人反对，远未达到推翻否决所需的三分之二多数。所有共和党议员中只有五人投票支持，除新墨西哥州的西姆斯外，另外四人来自东部或中西部。
《纽约太阳报》（New York Sun）称赞胡佛的决定，认为此次否决表明总统尊重基本常识；霍夫克故乡的《埃尔帕索先驱报》（El Paso Herald）则在文中称“胡佛总统行政当局仿佛掴了亚利桑那州、新墨西哥州和埃尔帕索一巴掌”。4月26日，《华盛顿邮报》发表社论支持胡佛的举措：
正如许多人期望的那样，这种为某活动铸造特殊硬币的做法终于要告一段落了……纪念币的发行已经让人厌烦……然而国会要是支持某次庆祝活动，又怎么能不支持别的？（要解决这个问题）唯一合理的政策就是规定硬币只能用于商品交易。有些人极力推动发行纪念币，是因为想要卖来牟利。然而，国会近来授权铸造的纪念币种类如此繁多，以致利润变得微不足道……胡佛总统的决定……符合公众利益。

## 影响
大卫·布罗瓦（David Bullowa）在1938年出版的《1892至1938年的美国纪念币》（The Commemorative Coinage of the United States 1892–1938）一书中指出：“否决加兹登购地半美元授权……相当于发布声明，纪念币纯属多余，其目标可以通过官方授权的奖章实现。铸造纪念章足以满足收藏爱好者的需求，而且也不会导致‘硬币混淆不清’”。
胡佛担任总统的此后几年里，美国没有再授权发行纪念币，但同类法案在富兰克林·德拉诺·罗斯福继任后卷土重来。1935年，罗斯福警示国会不要再授权大批量纪念币，再于1937年重复上诉主张，两次都曾援引胡佛否决加兹登购地半美元的先例，敦促国会改为授权纪念章。1938年，他否决科罗纳多远征400周年纪念币法案。1946年，哈里·S·杜鲁门总统签署1937年后的首份纪念币法案，但还是援引财政部立场表示今后不会赞同发行同类硬币。1947年7月31日，他否决威斯康星州建州100周年的半美元纪念币法案。德怀特·艾森豪威尔担任总统期间，财政部依然反对发行纪念币，总统本人也在1954年否决三项法案。此后美国连续四分之一个世纪没有发行纪念币，直到1981年财政部才因乔治·华盛顿二百五十周年半美元改变立场，这款纪念币于1982年面世。美国纪念币也不再是通过国会授权组织发行，而是政府直接向收藏爱好者或钱币经销商出售。
加兹登半美元夭折后，霍夫克没有气馁，而是在1935年推动发行老西班牙小径半美元，授权通过后，他亲自设计这款纪念币并主控营销工作。次年，他又成为伊利诺伊州埃尔金百年纪念半美元的销售商。1936年3月，霍夫克在国会听证会上证实部分纪念币发行商滥用溢价和发行权。1939至1941年，他出任美国钱币协会主席，最终于1955年辞世。

## 脚注
1. ↑  backgroud.
2. ↑  Bowers 1991，第1623頁.
3. 1 2  Bowers 1991，第1625頁.
4. ↑  Slabaugh，第3–5頁.
5. ↑  Duffield 1929，第236–237頁.
6. ↑  House bill.
7. ↑  House hearings，第2–3頁.
8. ↑  House hearings，第2頁.
9. ↑  House hearings，第1, 3頁.
10. ↑  House hearings，第3–4頁.
11. ↑  House hearings，第5–7頁.
12. ↑  House hearings，第8–9頁.
13. ↑  House hearings，第9–11頁.
14. ↑  House report，第1頁.
15. ↑  1930 Congressional Record, Vol. 76, Page 5625 (1930-03-19)
16. ↑  Senate report，第1–2頁.
17. ↑  1930 Congressional Record, Vol. 76, Page 6601  (1930-04-07)
18. ↑  1930 Congressional Record, Vol. 76, Page 6766  (1930-04-09)
19. ↑  1930 Congressional Record, Vol. 76, Page 6910  (1930-04-10)
20. 1 2 3  la veto.
21. ↑  Duffield 1930，第380頁.
22. ↑  1947 report，第37頁.
23. ↑  Bowers 1992，第239頁.
24. ↑  overridefail.
25. ↑  vetosupporter.
26. ↑  Duffield 1930，第381–382頁.
27. ↑  wpsupport.
28. ↑  Bullowa，第92頁.
29. ↑  Bowers 1991，第1624頁.
30. ↑  1947 report，第36–38頁.
31. ↑  Memorandum of Disapproval，第781–782頁.
32. 1 2  Ganz，第1552–1555頁.
33. ↑  deveto3-1.
34. ↑  deveto3-2.
35. ↑  hoffeckerbio.